# Château de Fontenay (Saint-Marcouf)
Le château de Fontenay est une ancienne demeure, construite entre 1712 et 1737, et détruite lors de la Seconde Guerre mondiale, dont les vestiges se dressent sur le territoire de la commune française de Saint-Marcouf dans le département de la Manche, en région Normandie.

## Localisation
Les ruines du château de Fontenay sont situées à 2,1 kilomètres à l'ouest-nord-ouest de l'église Saint-Marcouf de Saint-Marcouf, et à 7 kilomètres au sud-est de Montebourg , dans le département français de la Manche.

## Historique
C'est Hervé Ier le Berseur (1579-1644), fils de Richard Le Berseur († 27 juillet 1611), primitivement rattaché à la maison de Courcy, qui s'établit le premier dans son fief de Fontenay qu'il a reçu en 1611. Il fait alors ajouter à l'ancien château les deux pavillons de la chapelle et de la Canette, creuser les fossés et construire le pont-levis et la grande porte.
Hervé II Le Berceur (1641-1696), son petit-fils héritera des terres de Fontenay. En 1660, il recevra du roi le commandement de la ville et du château de Cherbourg et fera ériger ses fiefs, terre et seigneurie de Fontenay en marquisat par lettres patentes du roi Louis XIV données à Lille en 1673. Ces lettres portaient « union au fief de Fontenay saint Marcouf, du fief de Mondeville (Émondeville), de la seigneurie et prevosté d'Azeville avec le fief de Coursy ». En 1688, il est nommé inspecteur des redoutes et ouvrages des côtes de Basse-Normandie. Il avait épousé en 1672, Marie de La Luzerne, qui à sa mort, renonça à sa succession, et se remaria l'année de son veuvage avec M. de Ferron et eut un procès avec ses enfants qu'elle perdit et redevenue veuve en 1715, s'installa à Paris où elle mourut en 1732.
Henry Le Berseur (1677-1762), fils aîné d'Hervé II, né à Cherbourg, entre en 1688 comme
page à la Chambre du roi. À la mort de son père, le roi lui donne le commandement de Cherbourg et la capitainerie garde-côte de Sainte-Marie-du-Mont. En juin 1697, il hérite du marquisat de Fontenay et acquiert la terre d'Azeville. En 1699, il est présent à la Hougue lors de la visite du maréchal de Vauban venu examiner le site afin d'y construire un grand port et fortifier la ville. C'est lui, qui dès 1711 commence à amasser les matériaux nécessaires, et après avoir achevé les murs du potager au commencement de 1712, achève le 1er septembre 1713 la construction du château. En 1726, le roi lui donne la charge de grand-bailli d'épée du Cotentin, charge qu'il conservera jusqu'en 1753. En 1702, Henry avait épousé Marie de Hérissy, de famille protestante, et sera veuf en 1731. Il meurt sans descendance en 1762. À sa mort, le château est achevé. Ses parterres, ses pièces d'eau, sa riche cour d'honneur, en font le « Versailles du Cotentin ».
Sans descendance, c'est sa nièce, Marie-Anne-Françoise-Rose Le Berseur († 1808), qui porte le domaine dans la famille de Blangy, à la suite de son mariage, en 1752, avec Pierre-Marie-Maximilien Leviconte, marquis de Blangy (1718-1789}, chevalier de Saint-Louis, lieutenant-général des armées du roi et dernier grand-bailli d'épée du Cotentin. N'ayant pas émigrée à la révolution, elle conserva son château.
Leur fils, Pierre Henri Marie Le Vicomte de Blangy (1756-1823), reprendra la succession de son père et reconstituera le patrimoine familial. Lui succède son fils, Xavier-Philippe-Pierre Le Viconte, marquis de Blangy (1784-1845) qui prend possession du château en 1823 et sera l'auteur de nombreux travaux et embellissements dans le parc : « il fait creuser trois bassins, construit les serres, répare le fronton, installe des cheminées, plante des arbres et des arbustes, restaure les perrons du château et le pavage de la chapelle, remet à neuf la charpente de la grande volière, fait bâtir la ferme de la Perrette et restaurer d'autres »,. Il décède dans son château le 1er janvier 1845.
Noémie de Blangy (1826-1889), l'une des trois filles de Xavier, apporte le château en dot, avec 360 hectares de terre, à son marie, César de Moré, comte de Pontgibaud (1821-1892). Il y réside 45 ans et est élu maire de Saint-Marcouf, et conseiller général de Montebourg à la suite d'Alexis de Tocqueville. Il reconstruit les écuries détruites par un incendie en 1863, refait les terrasses, des toitures, et modifie une partie des dispositions intérieurs et achète à Fontainebleau le mobilier de Colbert. Son fils, Gonzague de Pontgibaud (1863-1893) lui succède à la mairie, mais meurt l'année suivante. Son frère César de Pontgibaud († 1936), conseiller général du canton de Montebourg, et le père de Renée de Pontgibaud (1893-1982), épouse d'Édouard de Germiny (1890-1961) qui était au moment de sa destruction en 1944 le propriétaire du château, ainsi que du Château-Dauphin à Pontgibaud.

### Seconde Guerre mondiale
Considéré comme le plus beau château du Cotentin, et surnommé le « Versailles du Cotentin », son destin bascule avec le débarquement du 6 juin 1944.
Initialement pourtant, en juin 1940 à l'inverse de nombreuses demeures aristocratiques du même type dans la région, le château en lui-même a la chance de n'être pas réquisitionné par l'armée allemande, ses propriétaires étant présents sur place pour y passer l'été au moment de l'invasion.
La situation change du tout au tout au printemps 1941, à la suite d'une attaque en piqué d'un avion sur le château qui blesse un des enfants des propriétaires. Apeurés, ceux-ci prennent la fuite le jour même pour Paris, laissant précipitamment tout sur place.
Le château abandonné de ses habitants est alors investi par des officiers allemands, et voit alors certains de ses riches ornements intérieurs, meubles, tableaux, tapisseries, être pillés par une formation d'artillerie allemande en mai 1941.
En juin 1944, le château qui se trouve à-proximité immédiate des batteries de Crisbecq et d’Azeville accueille des officiers allemands, et le domaine abrite une batterie de 4 canons de 105.
Les combats de juin 1944 signent la fin du château ; il est transformé en point d’appui, pris et repris, avant d'être incendié par les troupes américaines qui ne laissent que quelques minutes au gardien de la propriété pour évacuer certains des trésors du château encore en place qui ne seront sauvés que d'extrême justesse comme le bureau de Colbert ou la robe de présentation à la cour de la marquise de Blangy (actuellement au musée Galliera). L'incendie volontaire entraîne la destruction complète de tous les décors de boiserie et de stucs, à l'exception de ceux de la chapelle, les matières inflammables utilisées mettant les murs à nu comme en témoignent les photos prises au lendemain de la guerre par l'abbé Lelégard.
Ce n’est qu’en six jours d’intenses combats, du 6 au 11 juin 1944 que les GI’s du 22nd Regiment de la 4th Infantry Division venue d’Utah Beach parviennent à enlever la place au terme de plusieurs attaques pour en déloger les soldats allemands des caves.
Les Américains, installent ensuite un aérodrome dans le parc au nord du château, coupant une des allées du parc, l’A-7 Airfield destiné à la 9th USSAF. Si à la fin des combats, le château est entièrement incendié et quelques murs touchés, le génie américain détruira méthodiquement au bulldozer la moitié occidentale du château, et l'aile des cuisines et des écuries afin de récupérer les pierres pour consolider la piste d'atterrissage. Celle-ci s'étend sur 1 100 mètres d'est en ouest pour accueillir des chasseurs, mais ne pourra pas être étendue à 1 500 mètres pour accueillir des bombardiers. Bien que situé sur la commune de Saint-Marcouf, l'aérodrome prend le nom d'A-7 Azeville. L’aérodrome est opérationnel dès le 23 juin, et achevé le 2 juillet, et est utilisé jusqu’au 15 septembre 1944. Le front se déplaçant vers l’Est l’aérodrome ne sert plus que de piste de secours jusqu’à la fin de la guerre.

### Après-guerre
Laissé en ruines depuis cette époque, l’historien d’art André Rostand, conseiller général de la Manche, déplora « l'un des plus lamentables spectacles qui se puisse concevoir » face à la façade nord privée de toitures, « un pan de la façade méridionale encore debout et la galerie qui dessert la chapelle. L'édifice religieux, quasi intact, conserve sa grande verrière et son statuaire, mais a perdu son toit. Cuisines, écuries et deuxième galerie n'existent plus ».
Le soutien des monuments historiques permit après guerre de conserver une partie du patrimoine historique. Le système français de protection des monuments impliquait la participation du propriétaire. Or du point de vue ﬁnancier, leurs possibilités étaient souvent très limitées tandis que du point de vue des mentalités, la culture aristocratique des châtelains tendait à rejoindre le modèle commun. Dans bien des cas, leur motivation fut donc insuffisante pour s’engager dans l’aventure de la reconstruction patrimoniale.
Pour Fontenay, des solutions avaient pourtant été étudiées : l’ampleur de la destruction était relative dans la décision de reconstruire. Pour la plupart des architectes en chef, il n’existait aucune limite à la reconstitution des parties détruites et la question de l’authenticité archéologique ne se posait pas. Donnant son avis sur le château de Fontenay, Henri Jullien reconnaissait que « la moitié de la construction est à peu près détruite », toutefois « étant donné la rigoureuse symétrie de l’édiﬁce, la restitution des parties disparues sera facile [et il existe de] nombreux documents de l’état ancien », de plus, « malgré les destructions, cet ensemble de bâtiments, situé dans un cadre admirable, a encore fort grande allure ».
L’administration était réticente devant ce type de reconstitution mais ne savait pas toujours les empêcher. À Fontenay, où le propriétaire voulait une recomposition intérieure : « la demeure des grands baillis offrait un corps trop vaste pour l’hiver, avec bien des parties inutilisables » expliquait-il en 1945 - rien de tout cela ne se produisit.
Redevenue simple terre agricole, le domaine n’avait plus d’autres utilités que foncières. Les ronces et la végétation folle ont depuis longtemps déjà repris leur place.

## Description
Il ne subsiste du château de Fontenay que la porte du logis.
Émile Travers, en 1899, dans La Normandie monumentale et historique, le considérait comme « l'un des plus importants du Cotentin » et plus récemment l'historien Henry Soulange-Bodin dans Les châteaux de Normandie affirmait, en 1949, que Fontenay était un véritable musée. Aujourd'hui, il ne subsiste de ce château du XVIIIe siècle, l'un des rares à avoir été épargné pendant la Révolution, que de maigres pans de murs envahis par la végétation ; la Seconde Guerre mondiale lui fut fatale.
Originellement, le château se présentait sous la forme d'un corps d'habitation, construit sur un sous-sol voûté, avec deux façades à l'architecture distincte.
La façade au nord sur la cour était composée d'un corps de bâtiment principal d'un étage, au toit élevé. Au centre, un avant-corps réduit comportait une porte-fenêtre à arc surbaissé surmonté d'un macaron à tête d'animal, ouvrant sur un large balcon meublé d’un garde-fou en fer forgé de style Louis XV, encadré par des colonnes carrées à tailloirs également carrés, soutenu par quatre colonnes ioniques non engagées disposées deux à deux et surmonté par un fronton triangulaire aux arêtes très fines mais sans décorations intérieures. La façade était percée de huit fenêtres par niveau, à arc surbaissés ornées de macarons à tête de femme au rez-de-chaussée, rectangulaires à l'unique étage, et ne comportant qu’une pierre sans sculpture en forme de clef de voûte au milieu de leur sommet. De chaque côté, des pilastres en pierres taillées marquent les refends et montent jusqu’au pied des toitures. Un premier bandeau de chaînage horizontal apparent ceint la façade entre le rez-de-chaussée et le premier étage, et un second juste en dessous de ce que fut la toiture. À ce bâtiment s'ajoutent deux pavillons carrés plus bas, réservés l’un aux cuisines à l’ouest, et l'autre à la chapelle à l’est.
Au sud, la façade sur jardin était constituée d'un corps central lui-même composé d'un avant-corps à refends, pourvu d'un perron double à larges marches et balustrades en fer, large de trois travées orné de deux bustes de femmes insérées sous le fronton, entre les fenêtres de l'étage, et de trois travées de part et d'autre de celui-ci. Venaient ensuite s'ajouter de part et d'autre les galeries, sans porte de ce côté, mais percées par trois fenêtres en arc surbaissé, elle-même prolongées par les deux petits pavillons.
Souhaitant un château digne de sa charge de grand bailli de Cotentin qu'il acquiert en 1726, Henry Le Berseur fait relier à partir de 1731, les deux pavillons, par deux galeries plus basses surmontées de balustrades et de balustres au-dessus des ouvertures, servant à la circulation entre ces pavillons et le corps de logis. La galerie est, celle de la chapelle, est achevée en 1737, en même temps que celle de la basse-cour, depuis la volière jusqu'à l'abreuvoir.
Côté nord, à partir de la galerie ouest dédiée aux cuisines, une longue aile, réservée principalement aux écuries, construite en retour d'équerre barrait la cour d'honneur.
Le marquis, fait tracer des allées qu'il plante de tilleuls et, en juillet 1751 il commence véritablement aménagement de son parc.
Le château est entouré de douves en eaux sur ses parties sud, est et nord. La cour était desservie par un pont dormant fermé par une grille. Elle s'ouvrait sur de grandes avenues arborées et sur un parc dessiné par Le Nôtre irrigué par les douves en eaux et deux canaux dans le même axe, de 130 et 210 mètres de long. Une cascade de plans d'eau ouvrait une perspective de près d’un kilomètre jusqu'au marais. À l’entrée ouest, une pyramide du XIXe siècle intriguait le promeneur par son inscription : « Cette admirable pyramide, parfaite aux yeux des connaisseurs, est ici pour servir de guide à ceux qui cherchent la douceur ». Le domaine de Fontenay, avec château, parcs et jardins, s'étend sur 268 hectares.

### Intérieur
L'intérieur reprend l'ameublement du bureau de Colbert, alors que la galerie de la chapelle copie la galerie d'Ulysse conçue à Fontainebleau entre 1540 et 1570 et détruite en 1738, avec quatre grands panneaux dus à l'école du Primatice : Ulysse chez Circé, Ulysse et les Sirènes, Ulysse éveillé par Minerve et Ulysse bandant l'arc en présence des prétendants. Les salons sont ornés de boiseries aux trumeaux peints, des vitrines présentent l'argenterie. Les murs du bâtiment principal portent des tableaux de maîtres du XVIIe et du XVIIIe siècle dont Van der Meulen, Mignard, Rigaud, Desportes et Boucher, ceux de la chapelle des toiles peintes par l'atelier de Claude Vignon, et ceux de la galerie qui les relie un Festin de Balthazar d'un peintre hollandais avec influence vénitienne, et L'Entrée de Henri III à Venise reçu par le doge Alvise Ier Mocenigo (devant le palais Foscari) à la descente du Bucentaure, d'Andrea Vicentino, selon Pompeo Molmenti, tableau « rapporté » d'un évêché de Bohême après les guerres napoléoniennes.

## Marquisat de Fontenay
Il comprenait les paroisses de Fontenay, Saint-Marcouf, Émondeville, Azeville ainsi que le fief de Courcy.